# Roberto Bomprezzi
Roberto Bomprezzi (n. 9 octombrie 1962, Roma, Italia) este un sportiv ce a reprezentat Italia, medaliat olimpic. A participat la o ediție a Jocurilor Olimpice (1992) în care a câștigat o medalie de bronz.

## Participări
Lista de mai jos prezintă principalele competiții la care a participat Roberto Bomprezzi de-a lungul carierei.
- Anexo:Pentatlón moderno en los Juegos Olímpicos de Barcelona 1992[*]